# جون وودورد
جون وودورد (بالإنجليزية: John Woodward)‏ هو محامي أسترالي، ولد في 1934.